# Arnold Schönhage
Arnold Schönhage (né le 1er décembre 1934 à Lockhausen, auj. Bad Salzuflen) est un mathématicien et informaticien allemand.

## Travaux
Arnold Schönhage est connu pour son travail sur la complexité d'opérations mathématiques comme le produit d'entiers ou de polynômes, le calcul de pgcd, diverses opérations d'algèbre linéaire ou l'approximation de fonctions analytiques. Avec Volker Strassen, il a développé en 1971 l'algorithme de Schönhage-Strassen, qui permet de multiplier deux entiers de taille {\displaystyle n} en {\displaystyle O(n\cdot \log n\cdot \log \log n)} opérations.